# Hermann Lebert
Hermann Lebert (oprindelig Levy) (født 9. juni 1813 i Breslau, død 1. august 1878 i Bex i Schweiz) var en tysk læge.

## Liv og karriere
Han studerede samtidig medicin og naturvidenskab i Berlin og senere under Schönlein i Zürich, og dette sidste fag havde i lang tid overvægten. Hans doktordisputats 1834 var også en botanisk undersøgelse (De Gentianis in Helvetia sponte nascentibus), og i flere år berejste han Mellemeuropa som botaniker, indtil han under et ophold i Paris tog fat på medicinen og blev elev af Dupuytren og Louis, tog der efter til Bex i Schweiz og nedsatte sig der 1838, men flyttede 1846 til Paris, indtil han 1853 blev professor i medicinsk klinik og direktør for sygehuset i Zürich. Herfra kaldtes han 1859 til Breslau, som han forlod 1874 for at flytte til Bex. 
Hans udmærkede forbindelser i mange lande foranledigede, at han kom til at stå som en mellemmand mellem germansk og romansk forskning, og han var i det hele mere international af støbning end tyskere ellers. Hans fortjenester af medicinen hviler på hans anvendelse af naturvidenskaberne og disses metoder i lægekunsten, og han var en af de første, der konsekvent anvendte mikroskopet ved patologisk-anatomiske undersøgelser.

## Forfatterskab
Hans litterære arbejder er dels — som disputatsen — biologiske, for eksempel hans undersøgelser over gastropodernes munddele og over flueskimlen (Empusa), dels medicinske, for eksempel 
- Physiologie pathologique (2 bind, 1845), hvortil slutter sig
- Abhandlungen aus dem Gebiet der Chirurgie und der pathologischen Physiologie (1848),
- Anatomie pathologique générale et spéciale (2 bind, 1852—64),
- Grundzüge der ärztlichen Praxis (1867—68),
- Handbuch der praktischen Medicin (2 bind, 4. aplag, 1871),
- Klinik der Brustkrankheiten (2 bind, 1873—74),
- Die Krankheiten des Magens (1878),
- Allgemeine Pathologie und Therapie (2. oplag, 1876)

samt endelig en række skrifter over specielle emner (indpodning af kræft og tuberkulose, om uterusmyomer, aneurismer og lignende). Desuden har han skrevet en del klimatologiske arbejder og en selvbiografi 1869.